# Vista House
La Vista House est un musée situe à Crown Point, un promontoire rocheux du côté sud de la gorge du Columbia dans l'Oregon.
Elle sert également de mémorial aux pionniers de l'Oregon et comme une aire de repos pour les voyageurs de l'Historic Columbia River Highway.
Le bâtiment, hexagonal, en pierre est conçu par Edgar M. Lazarus dans le style de l'Art nouveau. Il est achevé en 1918 après presque deux ans de construction. Il est inscrit sur le Registre national des lieux historiques.

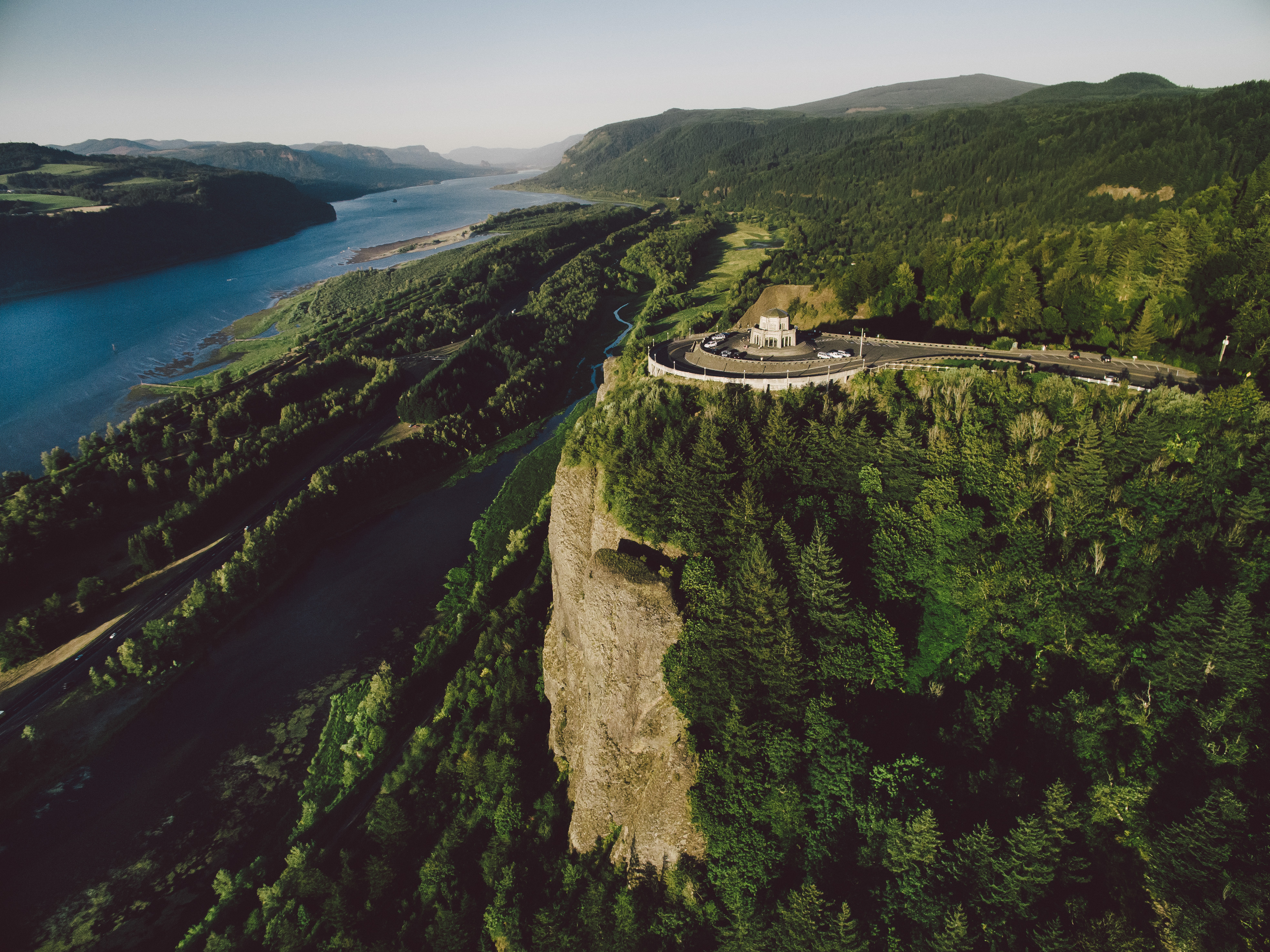
La Vista House.